# Rance (Sivry-Rance)
Rance – dzielnica (section) gminy Sivry-Rance w Belgii, w Regionie Walońskim, w prowincji Hainaut, w okręgu Thuin. 1 stycznia 2020 roku liczyła 1700 mieszkańców. Do 31 grudnia 1976 samodzielna gmina. 
Rance było dawniej ośrodkiem wydobycia czerwonego marmuru. Produkt ten był wykorzystany m.in. do budowy kolumn w Sali Lustrzanej w pałacu wersalskim. W dzisiejszych czasach wydobycie wstrzymano.

## Osoby

### urodzone w Rance
- Henri Louette, reprezentant Belgii w hokeju na lodzie na Zimowych Igrzyskach Olimpijskich 1924